# Walter Stang

Walter Stang

Walter Stang (* 14. April 1895 in Waldsassen; † 14. April 1945 in der Nähe von Weidenbach bei Querfurt) war deutscher Theaterwissenschaftler, Dramaturg, Schriftsteller, Publizist und Reichsamtsleiter (1935) im Amt Rosenberg. Außerdem war er von 1936 bis 1945 Mitglied des Reichstags.

## Leben und Wirken
Stang besuchte ein Gymnasium in Nürnberg und schloss seine Schullaufbahn mit dem Abitur ab. Anschließend studierte er Literaturwissenschaft in München und Germanistik an der Universität Erlangen. Stang promovierte 1926 in Erlangen mit der Dissertation: Das Weltbild in Walter Flex’ Drama „Lothar“  zum Dr. phil. Danach war der völkisch geprägte Literaturhistoriker als Kritiker und Schriftsteller tätig. Bei der weltanschaulich neutralen Münchener Theatergemeinde fand Stang schließlich 1929 eine Festanstellung als Dramaturg.

## Völkisch-nationalsozialistische Prägung und Tätigkeit im Amt Rosenberg
Stang nahm von 1915 bis 1918 als Soldat am Ersten Weltkrieg teil. Nach Kriegsende schloss er sich dem Freikorps Epp und dem Oberland an. Im November 1923 nahm er am Hitlerputsch teil. Von 1922 bis zu ihrem Publikationsverbot gab er die Deutsch-Akademischen Stimmen, die Deutsche Presse und den Trommler heraus, die in dem von ihm gegründeten Großdeutschen-Ring-Verlag erschienen. Zwischen Ende April und Mai 1924 besuchte Stang mehrmals Adolf Hitler in der Festung Landsberg, um als ernsthafter Konkurrent des Franz-Eher-Verlages Hitlers Buch Mein Kampf im Großdeutscher-Ring-Verlag verlegen zu können. Letztlich erhielt allerdings der parteieigene Franz-Eher-Verlag den Zuschlag.
Stang, Mitglied der SA und seit Anfang August 1930 auch der NSDAP, übernahm im Herbst desselben Jahres im Kampfbund für deutsche Kultur (KfdK) hauptamtlich die Leitung des „Dramaturgischen Büros“ in der Barer Straße 15 in München. Ebenfalls 1930 publizierte Stang in seiner Position als Geschäftsführer des KfdK einen Aufsatz unter dem Titel „Die Neuaufgaben der Kritik beim Neuaufbau unseres Theaters“. Dieser Text stand bereits unter dem Vorzeichen eines Verbots der ihm nicht genehmen Kunstkritik, wobei seine Forderungen Jahre später zur Begründung des Goebbels-Verbots im Völkischen Beobachter erneut abgedruckt wurden. Die Zielsetzung des Dramaturgischen Büros, das er leitete, umfasste nach einem 1931 publizierten Fachartikel insbesondere:
„die deutsche dramatische Produktion der Gegenwart möglichst vollständig zu überprüfen, die nach unserer Weltanschauung zu vertretenden oder abzulehnenden Werke auszusondern und daraus einen deutschen Spielplan aufzustellen, für dessen Verbreitung sich der Kampfbund mit allem Nachdruck einsetzen wird.“
Nach der „Machtergreifung“ wurde im April 1933 die „Deutsche Bühne e.V.“ gegründet, die „einzige Theaterbesuchsorganisation für die NSDAP“, und Stang zum Leiter dieser Organisation berufen. Zum Vorstand gehörten Wilhelm Frick, Hermann Göring, Goebbels, Bernhard Rust und Hans Schemm. Prominente Vertreter des Vereins waren zudem Baldur von Schirach und Rudolf Heß. Die Deutsche Bühne, die in den ersten Monaten rund 500.000 Mitglieder gewann, sah ihr primäres Ziel im Kampf gegen eine „neue Theatersabotage“, womit ein Mangel an Subventionen für existentiell gefährdete Bühnen bezeichnet wurde. Überwunden werden sollte das Dilemma durch den Gewinn neuer Zuschauer.
Nachdem im Juni 1934 Rosenbergs Amt des „Beauftragten des Führers für die gesamte geistige und weltanschauliche Erziehung der NSDAP“ gegründet worden war, übernahm Stang ab Juli 1934 die Leitung der Abteilung „Kunstpflege“, welche die Bereiche Theater, bildende Kunst und Musik umfasste. Er war damit neben Gotthard Urban der wichtigste Mitarbeiter von Alfred Rosenberg. Als Leiter der Abteilung „Kunstpflege“ wurde Stang das „Kulturpolitische Archiv“ zugeordnet, das in den ersten Jahren eine große Rolle bei den Personenüberprüfungen spielte. Zudem war er Leiter des Instituts für Kunstwissenschaft an der Universität Bonn und Hauptlektor in Rosenbergs Reichsstelle zur Förderung des deutschen Schrifttums.
Im Juli 1935 wurde Stang im Amt Rosenberg zum Reichsdienstleiter und, nachdem die Abteilung „Kunstpflege“ 1941 zum Hauptamt geworden war, am 20. April 1941 zum Oberdienstleiter befördert. Stang war ab 1934 zusätzlich Reichsleiter in der Nationalsozialistischen Kulturgemeinde (ehemals KfdK), bis diese Abteilung im Juni 1937 in der Organisation Kraft durch Freude aufging.
Ab März 1936 war Stang durchgehend Mitglied des nationalsozialistischen Reichstags.
Stang wurde 1943 in den einstweiligen Ruhestand versetzt. Zum Ende seiner Tätigkeit im Amt Rosenberg waren Stang, der als wenig verbindlich und durch Misserfolge als verbittert galt, viele Kollegen innerhalb und außerhalb der Dienststelle nicht mehr wohlgesinnt. Im Frühjahr 1945 verstarb der schon schwer kranke Stang auf seiner kriegsbedingten Flucht aus Berlin.
Nach Kriegsende wurden Stangs Schriften Grundlagen nationalsozialistischer Kulturpflege (1935) und Weltanschauung und Kunst (1937), beide erschienen im Berliner Verlag Junker und Dünnhaupt, in der Sowjetischen Besatzungszone auf die Liste der auszusondernden Literatur gesetzt.